# Panda Express

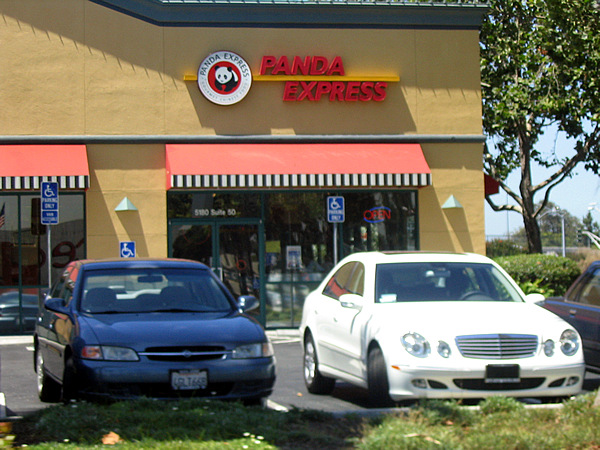
Exteriér Panda Express restaurant v San José, Kalifornie

Panda Express je americký řetězec restaurací rychlého občerstvení, nabízející jídla čínské kuchyně. Působí především na území Spojených států amerických, v nákupních střediscích, supermarketech, na letištích, nádražích, zábavních parcích, kolejních kampusech a Pentagonu. Jedná se o jeden z největších řetězců čínských restaurací rychlého občerstvení ve Spojených státech.
Panda Express provozuje kolem 1 054 restaurací ve 37 státech USA a Portoriku. Hlavní sídlo se nachází v Rosemeadu, Kalifornii.